# Чута (заповідне урочище)
Чу́та — заповідне урочище місцевого значення. Об'єкт розташований на території Перегінської селищної громади Калуського району Івано-Франківської області, на захід від села Ясень.
Площа — 9,4 га, статус отриманий у 1988 році. Перебуває у віданні ДП «Осмолодський лісгосп» (Перегінське лісництво, квартал 22, виділ 9).